# Giulio Alfieri
Pour les articles homonymes, voir Alfieri.
Giulio Alfieri (10 juillet 1924 à Parme - 20 mars 2002 à Modène) était un ingénieur automobile italien. Il faisait partie de l'équipe Maserati, à Modène, en Italie, depuis 1953. Il a été actif dans le développement des voitures de course et de tourisme sportif dans les années 1950 et 1960.

## Biographie
Giulio Alfieri est né à Parme. Après son diplôme au Politecnico di Milano, il a d'abord travaillé sur les turbines à vapeur pour les constructions navales aux Cantieri Navali de Tirreno, à Gènes, avant de rejoindre le constructeur automobile Innocenti en 1949. Recruté en septembre 1953 par Adolfo Orsi, le propriétaire de Maserati, Alfieri a rejoint l'équipe technique qui comprenait Alberto Massimino, Gioacchino Colombo (l'auteur du V12 Ferrari), Vittorio Bellentani et d'autres.
Alfieri a travaillé sur les moteurs six et huit cylindres utilisés dans la Maserati A6 (1955), Maserati 250F (1957), et aussi sur V8 utilisés sur les voitures de course. Ce moteur sera celui à partir duquel sera développé le moteur V6 de la Maserati Merak et plus tard celui de la Citroën SM. Plus d’un tiers des moteurs conçus par la marque portent son nom. Il est le père du concept du moteur V12 monté transversalement et accolé à sa boîte de vitesses.
Il a aussi contribué à la préparation des prototypes V12 destinés à être utilisés dans la Cooper-Maserati pour les courses de Formule 1.
Il a été plus connu pour les conceptions de la Maserati 3500 GT en 1957 et surtout pour de la fameuse série des Maserati Birdcage (cage à oiseau) Tipo 60 et Tipo 61 en 1961, toutes les deux utilisant le principe du châssis super-léger en construction multitubulaire.
Alfieri a quitté Maserati en 1973 pour rejoindre Lamborghini en 1975. Avec Ubaldo Sgarzi, il a travaillé au développement des moteurs V8 et V12 (1975-1987).
Il est mort à Modène en 2002.